# 楊津 (明朝)
楊津（？—？），字汝問，山東青州府諸城縣人，匠籍，明朝政治人物。

## 生平
嘉靖三十七年（1558年）戊午科山東鄉試第二十七名舉人。嘉靖三十八年（1559年）中式己未科會試第二百六十名，三甲第一百六十二名進士。官常州府推官。

## 家族
曾祖楊鐸；祖父楊賢；父楊璠。前母侯氏；母朱氏。永感下。